# Walter Stöhrer

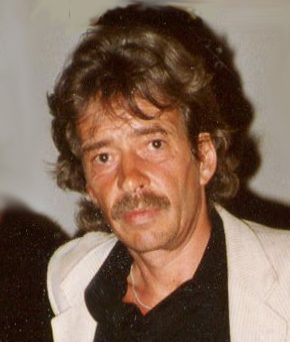
Walter Stöhrer (1982)

Walter Stöhrer (* 15. Januar 1937 in Stuttgart; † 10. April 2000 in Taarstedt) war ein deutscher Maler und Graphiker.

## Leben
Stöhrer wuchs, kriegsbedingt, an verschiedenen Orten des Schwarzwalds auf, bis sich die Familie in Karlsruhe niederließ. Schon früh stand für Stöhrer fest: „lch will Maler werden“. Da er für die Akademie noch zu jung war, machte er von 1952 bis 1954 eine Lehre als Gebrauchsgrafiker bei der Firma Werbe-Blum in Karlsruhe. Anschließend studierte er zwischen 1956 und 1959 an der Kunstakademie Karlsruhe. Nach zwei Semestern in der Gebrauchsgrafik-Klasse bei Hans Gaensslen wechselte er an die Klasse für freie Kunst bei HAP Grieshaber. Er gehörte zu einer Gruppe von Malern mit eigenständigen, individuellen Profilen, wie Hans Baschang, Dieter Krieg, Horst Antes und Heinz Schanz. Stöhrer lebte ab 1959 in Berlin. Er wurde Mitglied des Deutschen Künstlerbundes, an dessen Jahresausstellungen er 1964 (in Berlin) und 1971 (in Stuttgart) teilnahm. Nach einer viersemestrigen Gastprofessur an der Hochschule der Künste in Berlin erhielt er 1986 den Ruf auf eine ordentliche Professur. In den vorlesungsfreien Zeiten lebte er in Scholderup bei Schleswig. Von 1984 an war er Mitglied der Akademie der Künste in Berlin. Noch zu Lebzeiten des Künstlers wurde 1999 die Walter-Stöhrer-Stiftung mit Archiv und Sammlung in Scholderup gegründet.

## Werk
Bereits während seines Studiums gehörte er zu den prägenden Künstlern der Neuen Figuration in Deutschland. In der Folgezeit hat er seine meist großformatigen Gemälde unbeeinflusst von Pop Art, Minimal- oder Konzeptkunst, in Auseinandersetzung mit der freien malerischen Geste des abstrakten Expressionismus weiterentwickelt. Eine Nähe gibt es zwar zum deutschen Informel, doch dessen Lyrik geht Stöhrers Malerei wiederum ab. Dominieren fast regelmäßig die Grundfarben Rot, Gelb, Blau seine Bilder (mit oft großen Flächen des weißen Malgrundes) und tauchen immer wieder Versatzstücke aus der realen Welt auf, so gibt es gleichermaßen Parallelen zur kritzelnden Zeichnung und Figuration der COBRA-Künstler, den chiffrierten Bildzeichen der Art brut sowie den künstlerischen Verfahrenstechniken des Surrealismus.
Zudem reflektiert sein Werk, das oft in inhaltlich-thematischen Gruppen entstand, die Auseinandersetzung mit visuell aufgeladener Literatur, unter anderen von Antonin Artaud, André Breton, Rolf Dieter Brinkmann und Unica Zürn. Gleichrangig neben dem malerischen Werk steht Stöhrers druckgraphisches Schaffen, insbesondere das der Radierungen. Stöhrers Werk ist singulär in der Kunst des 20. Jahrhunderts und blieb nicht ohne Einfluss auf ihre Entwicklung.

## Werke, exemplarische Auswahl
- 1964: Caspar I, (Wkvz. 64.8), Kunstsammlung Deutsche Bank
- 1976: Zauber des Prophetischen (Wkvz. 76.11) Hessisches Landesmuseum, Darmstadt
- 1977: Black Man, (Wkvz. 77.14) Museum Wiesbaden
- 1979 Porzellanhaut, 1979, (Wkvz. 79.15) Privatsammlung Düsseldorf
- 1982: Denn aus ihnen (den Elementen) ist alles passlich zusammengefügt – Empedokles, (Wkvz 82.5) Saarland-Museum, Saarbrücken
- 1988: Nadja I bis Nadja XI (11 Gemälde als Hommage à Breton) (Wkvz. 88.1 bis 88.11, 88.13, 89.1) u. a. Kunstmuseum Stuttgart, Museum Morsbroich, Berlinische Galerie
- 1991: Caspar, (Wkvz.91.11) Walter-Stöhrer-Stiftung, Scholderup
- 1999: Wörter mit Schlamm gefüllt, Wörter mit Wehen geschmückt, (Wkvz. 99.26) Schleswig Holsteinische Landesmuseen, Schloss Gottorf
- 1999: Noch nicht (Hommage à Hopkins), (Wkvz. 99.29) Walter-Stöhrer-Stiftung, Scholderup

## Ausstellungen
- 1962: Ölbilder, Galerie Schüler, Berlin
- 1965: Walter Stöhrer, Galerie nächst St. Stephan, Wien
- 1976: Walter Stöhrer, Galerie Georg Nothelfer, Berlin
- 1983: Walter Stöhrer. Arbeiten 1962–1983. Kunsthalle Bremen Bremen; 1984: auch Kunstmuseum Düsseldorf, Düsseldorf und Saarlandmuseum, Saarbrücken; Galerie Georg Nothelfer, Berlin
- 1989: Bilder 1961 bis 1988, Berlinische Galerie im Martin-Gropius-Bau
- 1990: Malerei auf Bütten, Galerie Roswitha Haftmann Modern Art, Zürich,[3] Neue Bilder, Kunsthalle zu Kiel und Schleswig-Holsteinischer Kunstverein
- 1993: Walter Stöhrer. Neue Arbeiten, Galerie Georg Nothelfer, Berlin
- 1994: Frühe Radierungen, Kunsthalle Bremen, Bremen
- 1995: Werke auf Papier, Galerie Roswitha Haftmann Modern Art, Zürich,[4] Werke auf Papier 1959–1995, Staatliche Kunsthalle, Karlsruhe
- 1995: Malerei, Galerie der Stadt Stuttgart
- 1998: Schleswig-Holsteinisches Landesmuseum, Schloß Gottorf; Kunstverein Hannover Hannover
- 1999: Malerei – Bilder auf Texten, Spendhaus, Reutlingen
- 2000: Maleri/Malerei, Sønderjyllands Kunstmuseum, Tønder, Dänemark
- 2002: Ich schreie in meinem Kopf – Bilder aus dem Nachlass, Bielefelder Kunstverein, Bielefeld
- 2005: Radierung und Bild, Staatsgalerie Stuttgart, Stuttgart
- 2006: Vita Nova. Neun Gemälde aus den 1990er Jahren, Sprengel-Museum, Hannover
- 2007: Bilder – Zwischen Hand, Herz, Kopf und Bauch, Ulmer Museum, Ulm
- 2008: Larvenhafte Bilder – Radierungen von Walter Stöhrer, Kunsthalle Bremen, Bremen
- 2010: Walter Stöhrer – Kraftfelder, Retrospektive, Museum Küppersmühle, Duisburg
- 2016: Walter Stöhrer – Black Man, Museum Wiesbaden, Wiesbaden
- 2019: Walter Stöhrer. Intrapsychischer Realismus, Galerie Georg Nothelfer, Berlin
- 2025: Walter Stöhrer – Retrospektive, Galerie Noah, Augsburg

## Preise
- 1962: Deutscher Kunstpreis der Jugend, Stuttgart
- 1964: Deutscher Kritikerpreis für den Bereich Bildende Kunst
- 1971: Will-Grohmann-Preis der Akademie der Künste, Berlin
- 1976: Kunstpreis Berlin, Berlin
- 1977: Villa-Romana-Preis, Florenz
- 1980: Kunstpreis der Böttcherstraße in Bremen
- 1982: Kunstpreis der Stadt Nordhorn
- 1995: Hans-Molfenter-Preis, Stuttgart
- 1999: Jerg-Ratgeb-Preis, Reutlingen
- 2000: Kunstpreis der Schleswig-Holsteinischen Wirtschaft, Schleswig